# Spyglass (álbum de Kaori Utatsuki)
Spyglass es el primer EP de la cantante japonesa de I've Sound, Kaori Utatsuki, que fue publicado el 5 de agosto del año 2009 con el sello discográfico Geneon entertainment.
Este miniálbum de siete canciones cubre los sencillos Shining stars bless y Chasse que fueron usados como canciones de apertura y de cierre de las series de anime Nanatsuiro Drops y Hayate no Gotoku! respectivamente.
El disco fue publicado primeramente en una edición limitada de CD y DVD y posteriormente, en una edición solamente de CD. El DVD de la edición limitada contiene el videoclip promocional de la canción titular del disco y el rodaje de dicho video.

## Canciones
1. Spyglass
Letra: Kaori Utatsuki
Composición y arreglos: Kazuya Takase
2. Shining stars bless
Letra: KOTOKO
Composición y arreglos: Maiko Iuchi
3. Chasse
Letra: KOTOKO
Composición: Kazuya Takase
Arreglos: Tomoyuki Nakazawa y Maiko Iuchi
4. Kono sora no shita de
Letra: Kaori Utatsuki
Composición y arreglos: Maiko Iuchi
5. Lemonade
Letra: KOTOKO
Composición y arreglos: Kaori Utatsuki
6. Hoshi no umi
Letra: Kaori Utatsuki
Composición y arreglos: Maiko Iuchi
7. Last song
Letra: Kaori Utatsuki
Composición: Tomoyuki Nakazawa
Arreglos: Tomoyuki Nakazawa y Takeshi Ozaki